# インド夜想曲
『インド夜想曲』（インドやそうきょく、原題：Nocturn Indien）は、1989年のフランス映画。
アントニオ・タブッキ原作の同名の小説をアラン・コルノーが映像化。ジャン＝ユーグ・アングラードが主演した紀行映画である。アングラードがいつもと違うミステリアスな一面を見せるのもこの映画の特徴である。

## ストーリー
失踪した友人を探してインド各地を旅する主人公ロシニョール。彼の見たインドは貧困、不気味な占い師、混沌に満ちた世界と旅の触れ合い、そしてインドの美しい夜景。だが、友人を探しに来たはずの彼は……。

## スタッフ
- 監督・脚本：アラン・コルノー
- 製作：モーリス・ベルナール
- 原作：アントニオ・タブッキ
- 脚本：ルイ・ガルデル
- 撮影：イヴ・アンジェロ
- 音楽：フランツ・シューベルト

## キャスト
- ジャン＝ユーグ・アングラード
- クレマンティーヌ・セラリエ
- オットー・タウシグ
- ディプティ・タヴェ